# Ahau
Ahau est un village des Fidji. Il est situé sur l’île de Rotuma (la plus septentrionale du pays), dont il est la principale localité.